# Linolein
Linolein je triglycerid, v němž jsou všechny tři alkoholové skupiny glycerolu esterifikovány kyselinou linolovou. Jedná se o hlavní složku slunečnicového oleje a několika dalších rostlinných tuků; nachází se také v některých kosmetických přípravcích.
Jedná se také o látku sloužící k výrobě bionafty.